# Visi On
Visi On (teils auch VisiOn) ist eine grafische Benutzeroberfläche des Softwareherstellers Visicorp für MS-DOS.
Visi On wurde auf der COMDEX 1982 erstmals öffentlich vorgeführt. Die erste offizielle Version, die für MS-DOS 2.0 entwickelt worden war, wurde im Dezember 1983 veröffentlicht – damit war Visi On die erste grafische Oberfläche für den IBM PC.
Es läuft auf Rechnern mit Intel-8086-Prozessor und verlangte eine Festplatte mit mindestens 5 MB Speicher sowie 512 KB Arbeitsspeicher und eine CGA-Grafikkarte, auf der es mit einer Auflösung von 640 × 200 im Monochrom-Modus läuft. Zur Bedienung ist eine Maus notwendig.
Visi On inkludiert mit VisiOn Word, VisiOn Graph und VisiOn Calc (nicht zu verwechseln mit Visicalc) einige Anwendungen. Es ist auch möglich, mehrere Anwendungsprogramme gleichzeitig auszuführen. Visi On kann jedoch keine normalen DOS-Anwendungen ausführen.